# Белоконский, Иван Петрович
Иван Петрович Белоконский (1855—1931) — русский журналист, писатель, редактор, педагог и революционер.

## Биография
Иван Петрович Белоконский родился 25 мая (6 июня) 1855 года в городе Чернигове в семье врача.
Сперва учился в гимназии родного города; был народным учителем. Сблизился с народниками, вступил в коммуну Д. А. Лизогуба в местечке Седневе, близ Чернигова (где было имение его отца). Затем слушал лекции в Киевском университете.
В 1879 году сидел больше года в одиночном заключении и был сослан в Восточную Сибирь.
Вернувшись из ссылки в 1886 году, устроился в Житомире редактором «Волыни», но вскоре его вновь арестовали и выслали.
Поселившись в городе Орле, И. П. Белоконский активно работал в газете «Орловский Вестник» и в земской статистике, но в 1889 году опять был арестован властями и провел ещё восемь месяцев в одиночном заключении.
В 1896 году был приглашен в город Курск заведующим земской статистикой, но в 1898 году ему была запрещена властями всякая земская деятельность.
Переехав в столицу Российской империи город Санкт-Петербург, Иван Белоконский стал членом редакции «Сына Отечества».
Получив дозволение вернуться к земской деятельности, он с 1899 по 1902 год был секретарем Харьковской земской управы.
С 1875 года Белоконский И. П. стал публиковаться в «Киевском Телеграфе», затем помещал статьи и корреспонденции в «Одесском Вестнике», «Голосе», «Новостях», «Неделе».
В Сибири был постоянным сотрудником «Восточного Обозрения», «Сибири», «Сибирской Газеты», посылая вместе с тем статьи в киевскую «Зарю», «Русский Курьер», «Русские Ведомости», «Отечественные Записки» («Очерки тюремной жизни», 1881, № 10), «Дело» («Сектанты Минусинского округа», 1884, № 3).
Затем становится постоянным сотрудником «Русских Ведомостей», «Русской Школы», «Сына Отечества» и кроме того помещает статьи во многих других печатных изданиях.
Под его редакцией вышел «Сборник оценочно-экономических данных по Фатежскому уезду» (1897).
Во время службы по земству им составлены: «История 35-летней деятельности курского земства», «Свод постановлений курского губернского земства», «Свод постановлений Харьков, губернского земства» и «Свод постановлений льговского уездного земства». С 1890-х годов активист земского движения, отстаивал идею блока левых цензовых земцев и «третьего элемента». Принимал деятельное участие в создании «Союза освобождения» и его дальнейшей борьбе.
Иван Петрович Белоконский скончался 7 февраля 1931 года в городе Харькове.

## Избранная библиография
- «Оля» (Киев, 1876);
- «Ванька Острожник» (Одесса, 1877);
- «Очерки тюремной жизни Архивная копия от 23 марта 2018 на Wayback Machine» // журнал «Отечественные Записки» , 1881, № 10;
- «По тюрьмам и этапам» (Орел, 1887);
- «Одна из главных причин медленного хода работ по оценке недвижимых имуществ, облагаемых земскими сборами» (Харьков, 1891);
- «Народное продовольствие в Орловской губернии в земский период» (Чернигов, 1892);
- «Народное начальное образование в Курской губернии» (Курск, 1897);
- «Родина — мать» (Ростов-на-Дону, 1900);
- «Губернские, уездные и волостные учреждения Российского государства» (СПб., 1901);
- «О мелкой земской единице» (Ростов-на-Дону, 1903);
- «Страховка» (Ростов-на-Дону, 1903);
- «Как живут японцы» (Ростов-на-Дону, 1904);
- «Корея» (Ростов-на-Дону, 1904);
- «Деревенские впечатления. Из записок земского статистика» (СПб., 1900; т. II, СПб., 1903; т. III, Ростов-на-Дону, 1905);
- Что такое земство, что оно сделало для народа и каким должно быть (Москва: издание «Народное право», 1906);
- «Голод, вырождение, вымирание и невежество русского народа, как следствие полицейского строя» (Ростов-на-Дону, 1906);
- «Земское движение» (1910 год);
- «Из воспоминаний сотрудника Архивная копия от 17 мая 2019 на Wayback Machine». Очерк в кн. «Русские Ведомости», 1863—1913. Сборник статей. М., 1913;
- «Дань времени» (М., 1928);
- «В годы бесправия: дань времени» (М., 1930).